# Antrodiaetus pacificus
Espèce
Synonymes
- Brachybothrium pacificum Simon, 1885

Antrodiaetus pacificus est une espèce d'araignées mygalomorphes de la famille des Antrodiaetidae.

## Distribution
Cette espèce se rencontre,, :
- aux États-Unis dans le Nord-Ouest de la Californie, en Oregon, dans l'Ouest du Washington, dans l'Ouest de l'Idaho et dans l'extrême Sud de l'Alaska ;
- au Canada dans l'Ouest de la Colombie-Britannique.

## Description
Le mâle syntype mesure 11 mm et la femelle syntype 13 mm.

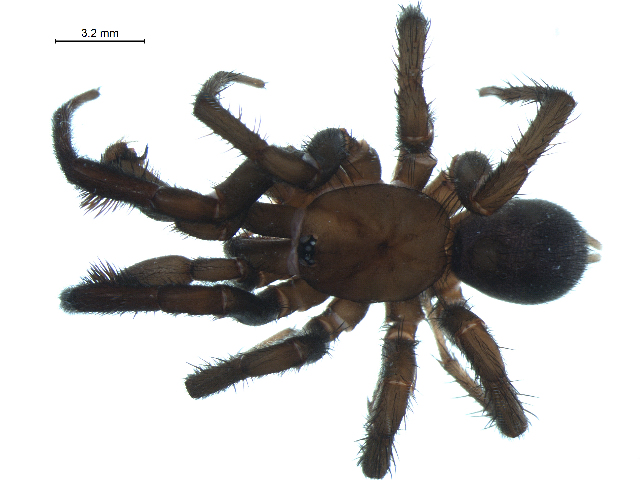
Antrodiaetus pacificus ♂

Antrodiaetus pacificus est brun foncé à noir. Sur la face dorsale, son opisthosome porte deux ou trois plaques sclérotisées.

## Éthologie
Antrodiaetus pacificus est actif toute l'année, mais principalement entre la fin du mois de juillet et le début du mois de septembre, l'accouplement ayant lieu entre début juin et fin novembre. Il peut vivre plus d'une année,.
Antrodiaetus pacificus vit dans un terrier qu'il construit dans le sable, la mousse et le bois en décomposition. Il passe l'hiver et couve ses œufs dans cette structure tubulaire. Le terrier est fermé pendant le jour et ouvert la nuit, quand la l'araignée se tient dans l'entrée en attendant qu'une proie potentielle passe à proximité. Ses proies principales sont les fourmis et les coléoptères.

## Systématique et taxinomie
Cette espèce a été décrite par l'arachnologiste français Eugène Simon en 1885 sous le protonyme Brachybothrium pacificum. Elle est placée dans le genre Antrodiaetus par Coyle en 1971.

## Étymologie
Son nom d'espèce lui a été donné en référence au lieu de sa découverte, la côte de l'océan Pacifique.

## Publication originale
- Simon, 1885 : « Note sur le groupe des Mecicobothria. » Bulletin de la Société Zoologique de France, vol. 9, p. 313-317 (texte intégral).